# Cathédrale de la Trinité de Pskov
Cette  cathédrale ne doit pas être confondue avec une autre cathédrale de Pskov.
 D’autres cathédrales portent le nom de cathédrale de la Sainte-Trinité.
La cathédrale de la Trinité (en russe : Свято-Троицкий кафедральный собор / Svjato-Troickij kafedral'nyj sobor) est un édifice religieux orthodoxe de l'éparchie de Pskov. Elle fait partie de l'ensemble du kremlin de Pskov dont elle est l'édifice principal.
La cathédrale actuelle est la quatrième construite en 1699, sur le même site que les trois édifices précédents. 
La première cathédrale construite au Xe siècle, à la demande de la régente Olga de Kiev, était en bois et exista jusqu'à première moitié du XIIe siècle, quand elle fut détruite dans un incendie. 
La deuxième cathédrale est édifiée en pierre en 1138, selon la tradition de l'Église par Vsevolod de Pskov, Prince de Novgorod, (mais selon les recherches de Nikolaï Voronine, Pavel Rappoport, Iouri Spegalsky- à la fin des années 1180 - début des années 1190). La ville était placée sous le patronage de la Trinité et la cathédrale symbolisait toute la terre de Pskov. Au pied de la Trinité étaient ensevelis les défenseurs de la cité et sous son dallage les hommes d'État les plus illustres. 
En 1363, le sanctuaire s'effondre, victime de la charge excessive que font peser la coupole et le tambour sur les voûtes. Selon Véra Traimond, il n'est pas impossible que la Sainte-Trinité élevée au début du XIIe siècle soit l'œuvre de Maître Pierre. 
L'aspect initial de ce deuxième édifice reste donc du domaine de l'hypothèse. Nikolaï Voronine la conçoit comme un mélange de l'église de la Transfiguration-du-Sauveur-Sainte-Euphrosine à Polotsk, qui date de 1125 et de l'église Saint-Michel-Archange à Smolensk, qui date de 1180 à 1197. 
Un troisième édifice est reconstruit en 1365. C'est alors déjà un édifice imposant (selon les dessins datant du XVIIe siècle), tout en hauteur. Sa riche décoration lui donne un raffinement qui contraste avec la sévérité des bâtiments de l'art pskovien. En 1609, lors d'un grave incendie, toute la cathédrale est détruite sauf la sépulture du prince Dovmont de Pskov et les reliques du prince Vsevolod de Pskov. La cathédrale est restaurée.
Le quatrième édifice est construit à partir de 1682, sur le même emplacement. En 1699, cette quatrième reconstruction est achevée, et c'est elle qui est encore en place aujourd'hui.

## Premiers édifices
La formation de la ville de Pskov commença au début du Xe siècle, au confluent des rivières Pskova et Velikaïa. L'emplacement du chantier de l'église qui allait devenir le centre de la cité est choisi par Olga de Kiev, alors qu'elle visitait la terre de Pskov en 957. La chronique rapporte que se trouvant sur la berge de la rivière, elle eut une vision qui lui montrait trois rayons de lumière pointant un lieu. C'est pourquoi elle décida de faire construire une église en bois à cet endroit et de la dédier à la Trinité.

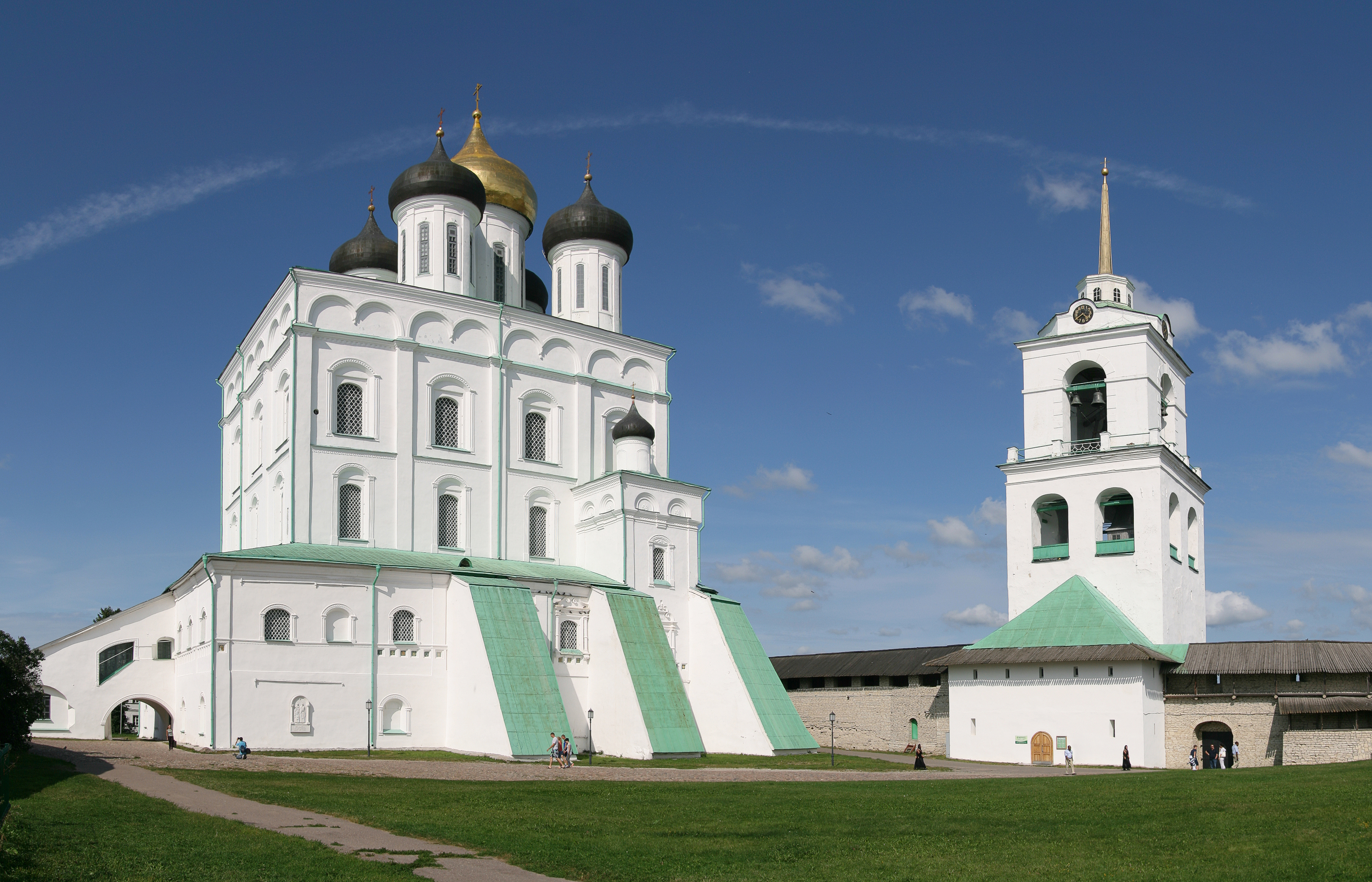
Pskov : kremlin et cathédrale.

La première cathédrale en bois a brûlé lors d'un incendie. La deuxième édifiée en pierre en 1138 selon la tradition mais selon Nikolaï Voronine et d'autres auteurs ce serait entre 1180 et 1190. Ce seraient des constructeurs de Smolensk qui auraient participé à la construction au XIIe siècle vu qu'il n'existait pas encore d'école d'architecture à cette époque à Pskov.
En 1242 avant la bataille du lac Peïpous c'est dans cette cathédrale qu'ensemble avec des pskoviens Alexandre Nevsky a prié pour la victoire. Le 5 avril, il terrassa les envahisseurs allemands sur le lac Peïpous. Le frère d'Alexandre Nevsky, le futur prince de Vladimir, Iaroslav III de Vladimir pria également dans la cathédrale. Le prince lituanien Dovmont de Pskov se fit baptiser dans la cathédrale et y prit le nom de Tymophée comme nom de baptême. Il pria souvent dans la cathédrale avant des batailles, pour obtenir la victoire des armées pskoviennes et, après les victoires, pour rendre grâce à Dieu. 
En 1365, après l'effondrement des voûtes l'édifice a été reconstruit en pierre, mais cette fois c'est un architecte de Pskov, Maître Cyrille qui dirige les travaux et il fait utiliser de la pierre calcaire de la région. Le bâtiment est dédié à la libération de Pskov de la domination de la ville de Novgorod en 1348. L'église est construite avec deux chapelles et trois coupoles. Les murs sont peints de fresques. Les techniques utilisées sont encore largement celles de l'architecture en bois. L'architecte a essayé autant que possible de faire abstraction des traditions de Novgorod qu'il voyait autour de lui, puisque le but était de montrer que la ville de Pskov s'était libérée de cette empreinte et était devenue libre et indépendante.
En 1609, c'est un incendie qui ravage toute la ville qui emporte aussi la cathédrale dans le désastre, à l'exception de la tombe du prince Dovmont de Pskov (baptisé Timophée) et des reliques du prince Vsevolod de Pskov (baptisé Gabriel).

## Histoire de la construction

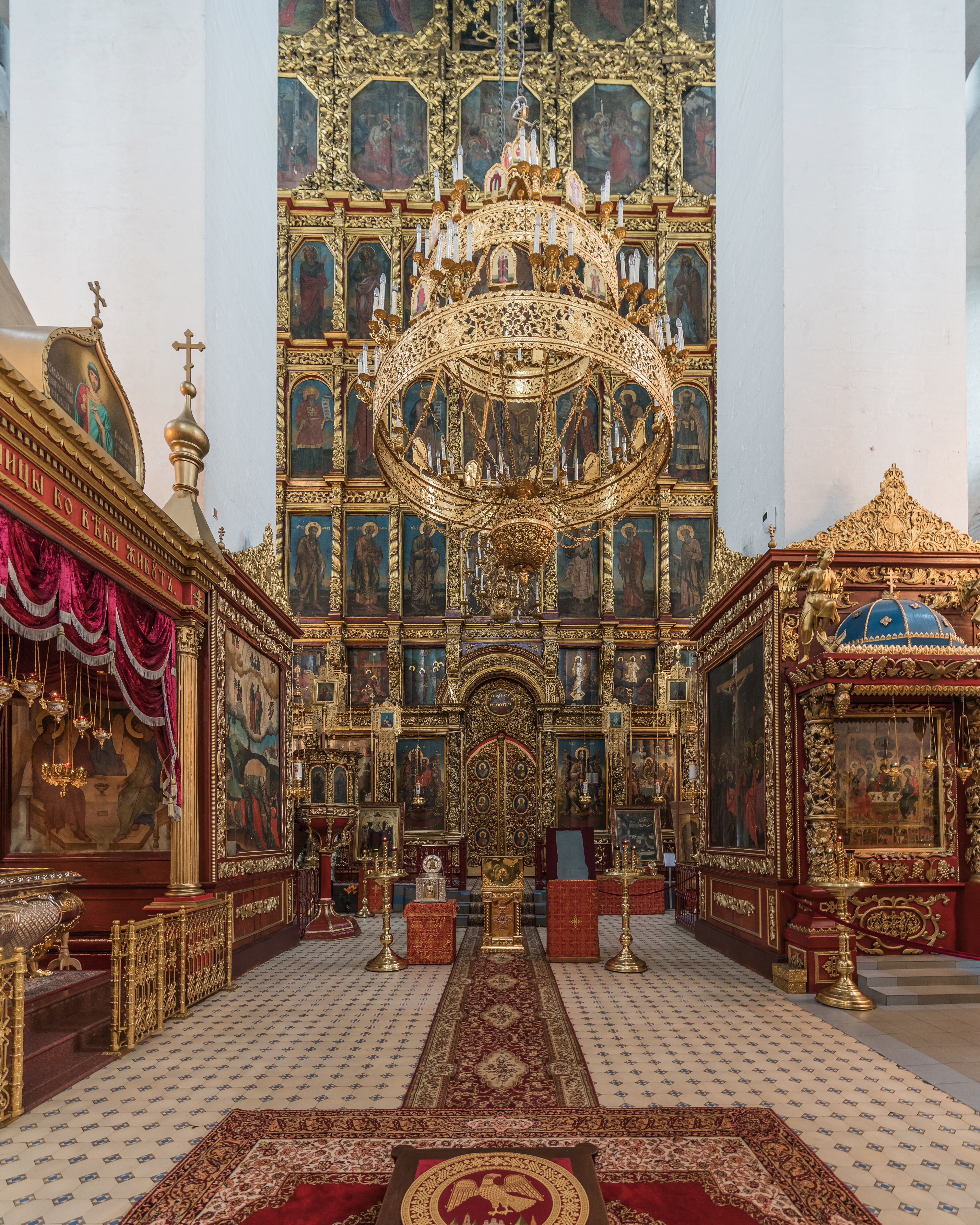
Iconostase de la cathédrale.

La construction de la cathédrale actuelle, la quatrième du nom au même emplacement, s'est étalée sur 17 ans et s'est terminée avec la fin du siècle, en 1699. La base de la construction est la même que la précédente, mais la hauteur a augmenté de manière significative, puisqu'elle atteint 78 mètres. La tradition architecturale moscovite du XVIIe siècle, en particulier celle de grandes surfaces quadrangulaires supportées par six piliers et surmontées de cinq coupoles symbolisant Jésus-Christ et les quatre évangélistes, est respectée par le maître d'œuvre. À la fin du XVIIIe siècle, en raison des fissures apparues, des galeries latérales fermées ont été ajoutées comme contreforts pour renforcer l'ensemble du bâtiment. Depuis 1894—1895, les façades ont été enduites.

## Planification du volume
Six solides piliers, sur lesquels reposent des arcs, supportent la cathédrale. Deux chapelles annexes et une galerie couverte sont réunies dans le narthex. Le niveau inférieur est dédié à Séraphin de Sarov, dont le tombeau se trouve derrière l'autel. Actuellement, quatre chapelles sont ouvertes au culte : au-dessus celles de la Trinité, de Kazan et d'Alexandre Nevsky, en dessous celle de Séraphin. L'iconostase de la chapelle de Séraphin a été réalisée par le peintre archimandrite Théodore Zinon en 1988. Un grand escalier conduit au premier étage.

## Signification administrative
Au Moyen-Âge, l'emplacement situé devant la cathédrale était destiné à la vétché, le centre de la vie politique et sociale de Pskov où étaient choisis les maires et les princes de la cité. Sur l'autel de la cathédrale était conservée l'épée de Dovmont de Pskov (actuellement elle est exposée au musée). Celle-ci était remise en guise de bénédiction aux princes qui accédaient au trône. C'est au nom de la Sainte-Trinité, qu'étaient signés les traités d'alliance, de coopération entre les principautés russes dont toutes les copies étaient conservées dans la cathédrale après que les « serments sur la croix » aient été échangés. C'est dans la crypte de la cathédrale que sont inhumés les princes et les desservants du culte et plus tard les évêques de la ville. C'est ici qu'est inhumé le Fol-en-Christ Nicolas Salos qui a sauvé la ville en 1570 de l'expédition punitive d'Ivan le Terrible. C'est dans la cathédrale qu'étaient conservés le Trésor public, les chroniques et les archives. 
En 1935 l'édifice est fermé et un musée antireligieux y est installé. La restauration de la cathédrale a été entreprise à l'époque de l'occupation allemande et n'a jamais cessé depuis lors.

## Icônes et reliques
- Les reliques du bienheureux prince Vsevolod de Pskov et celles de Dovmont de Pskov, celles du bienheureux Nicolas Salos; celles de l'Higoumène Joasaph fondateur du monastère de Snetogorski.
- Une partie de l'Intercession de la Vierge, apportée en 2012 à la cathédrale.
- Icône miraculeuse de la « Sainte-Trinité», fin du XVIe siècle début du XVIIe siècle.

Au centre de l'icône est représenteé la philoxénie d'Abraham avec l'épisode des trois anges symbolisant la Trinité. Dans les kleimos d'autres sujets sont développés.
- Icônes miraculeuses de Notre-Dame : celle de l'Intercession de Pskov et celle de Tchirskaia XVIe siècle.
- Icône du saint martyr Pantaléon de Nicomédie, XVIIe siècle-XVIIIe siècle .
- Icône de la sainte princesse Olga de Kiev, peinte par l'archimandrite Alipy au XXe siècle, peintre du monastère des Grottes de Pskov.

## Galerie

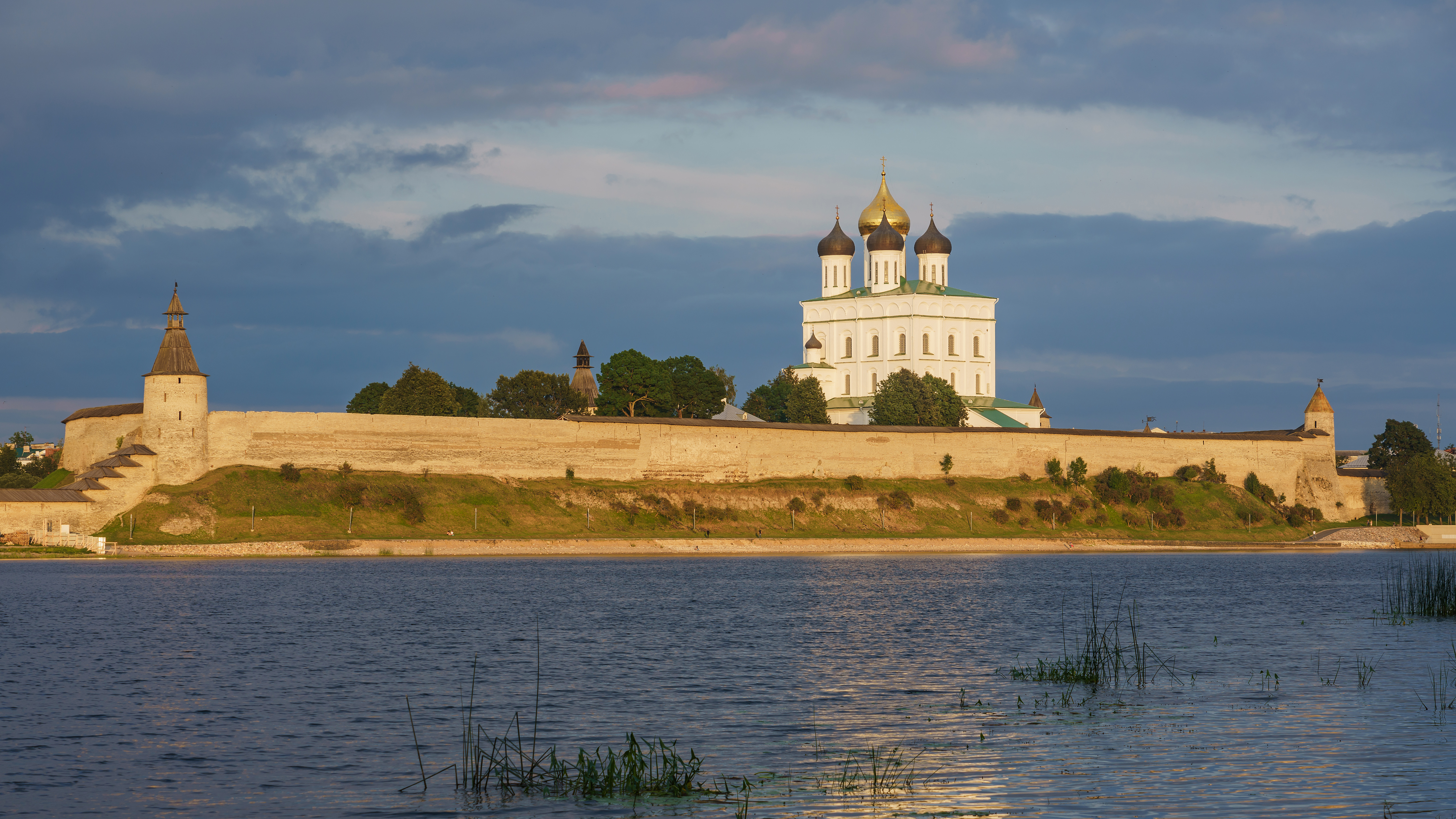
Vue depuis la rivière Vélikaïa.
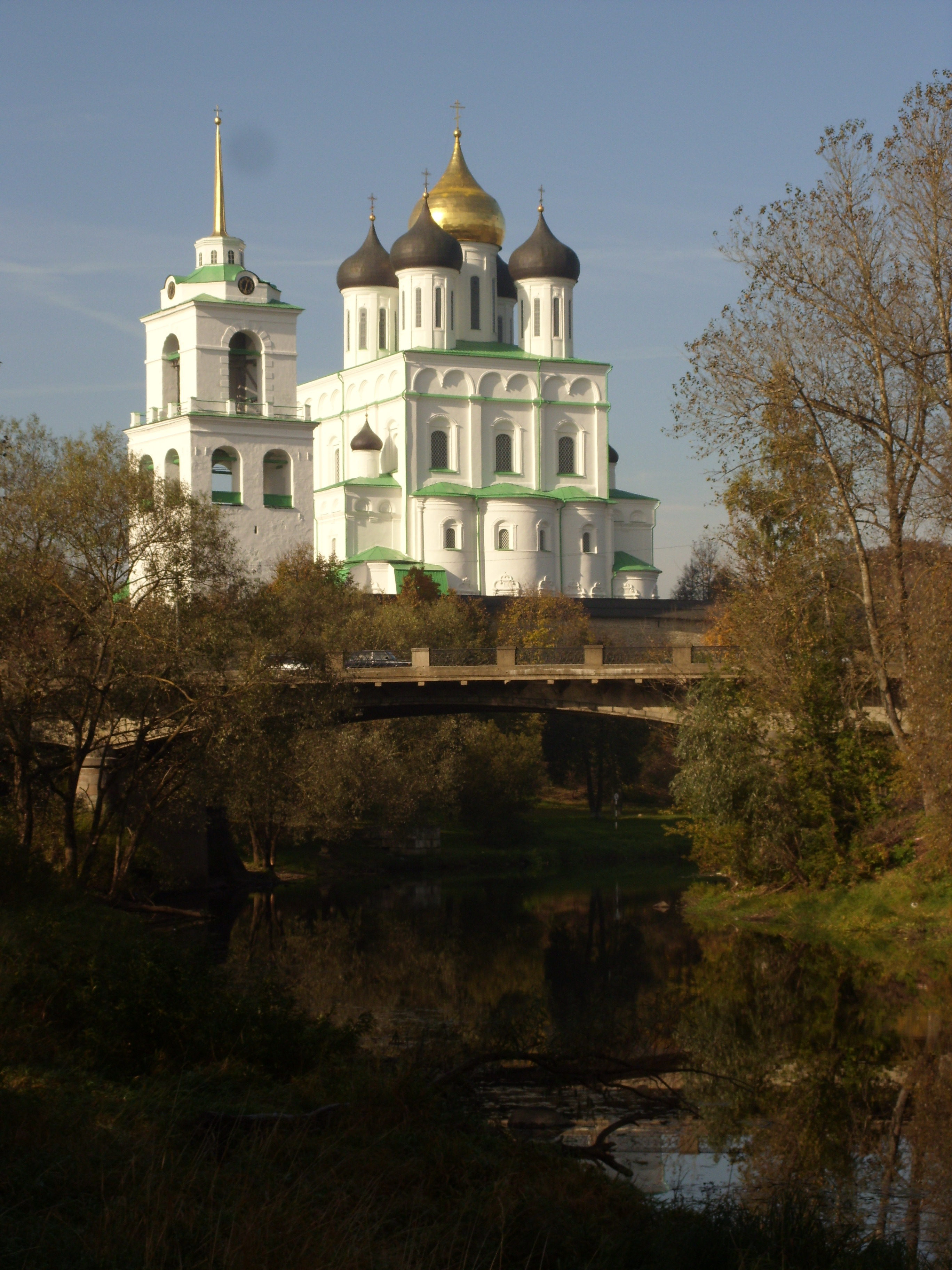
Vue depuis Pskov.
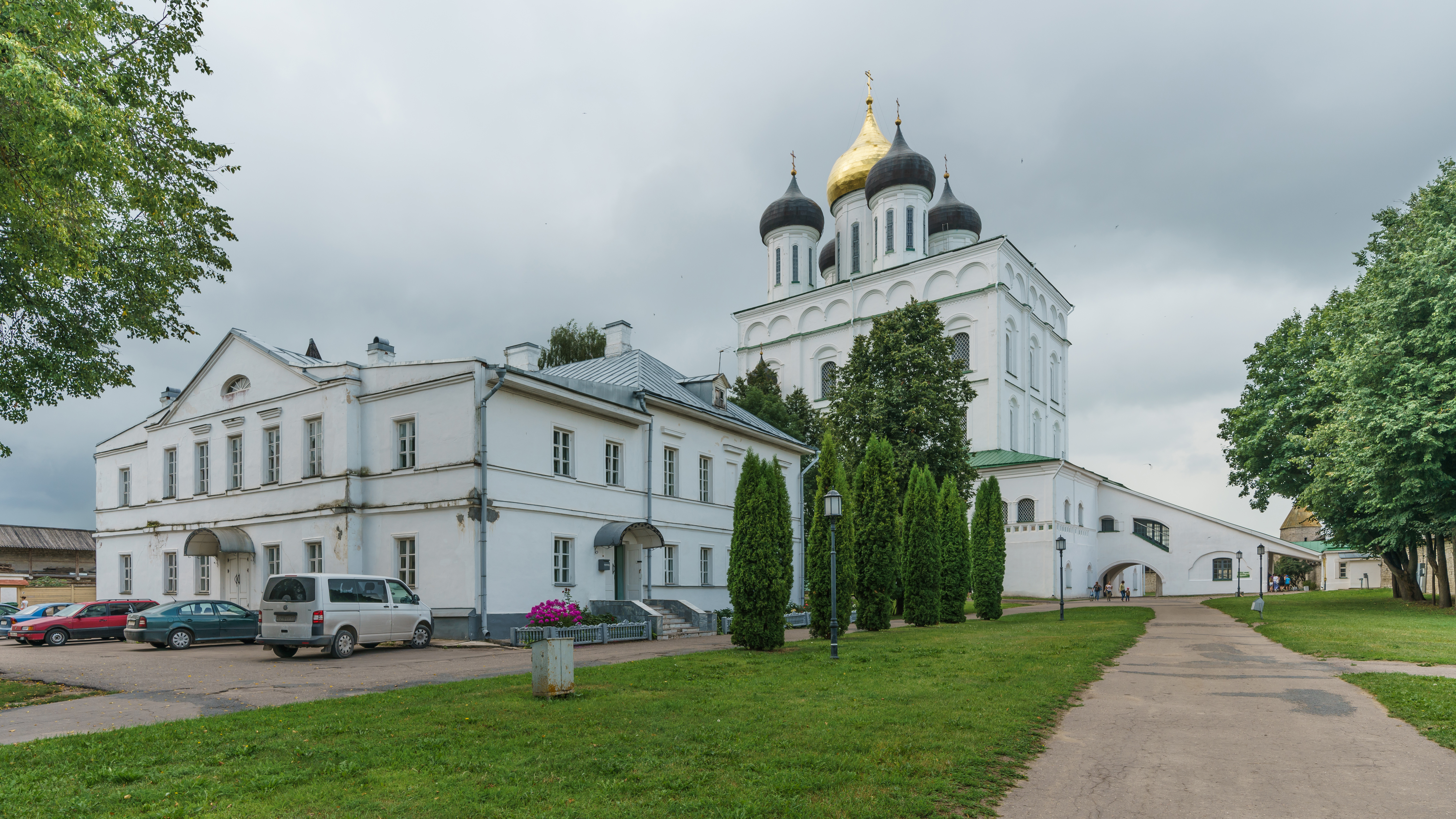
Vue depuis le krom de Pskov.
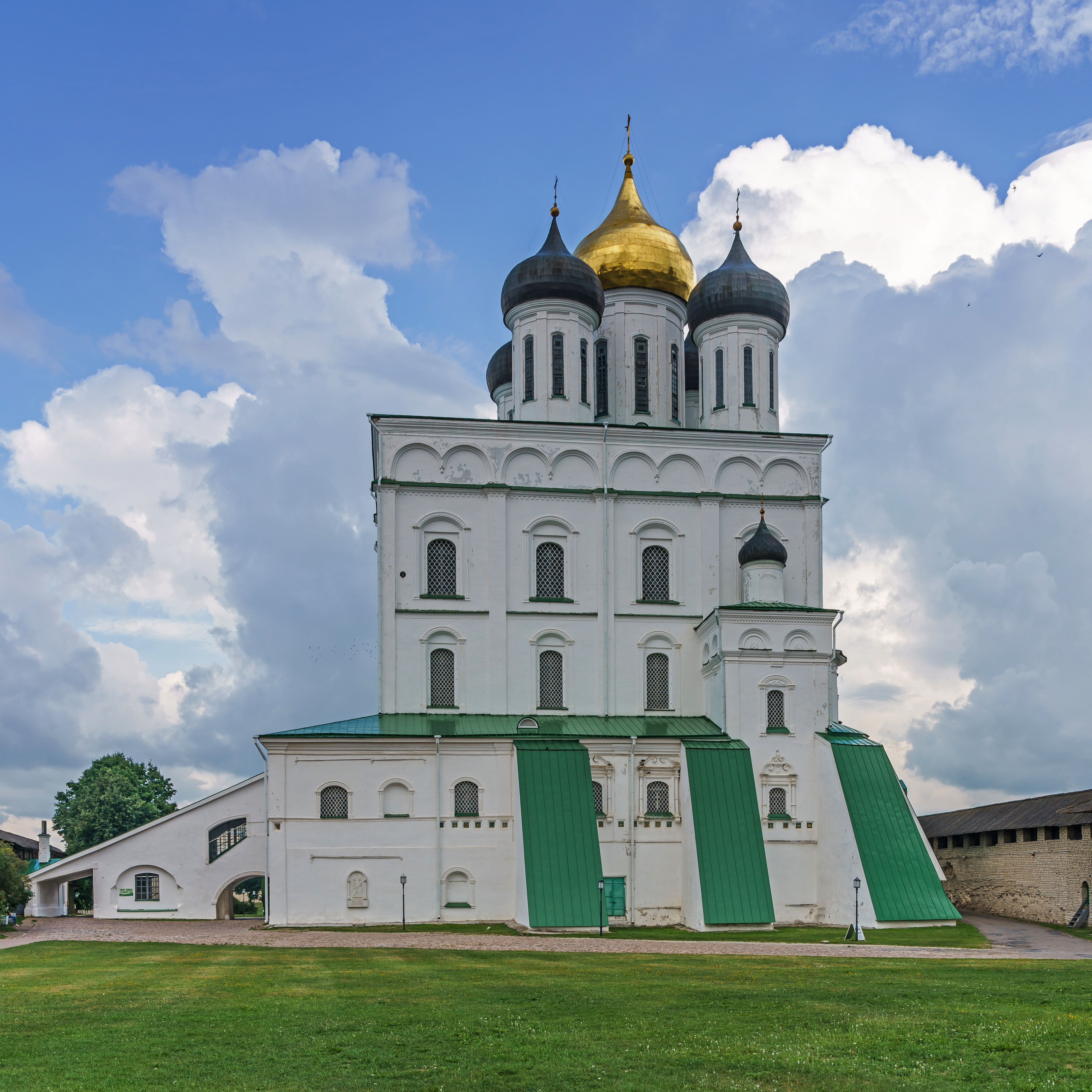
vue rapprochée.
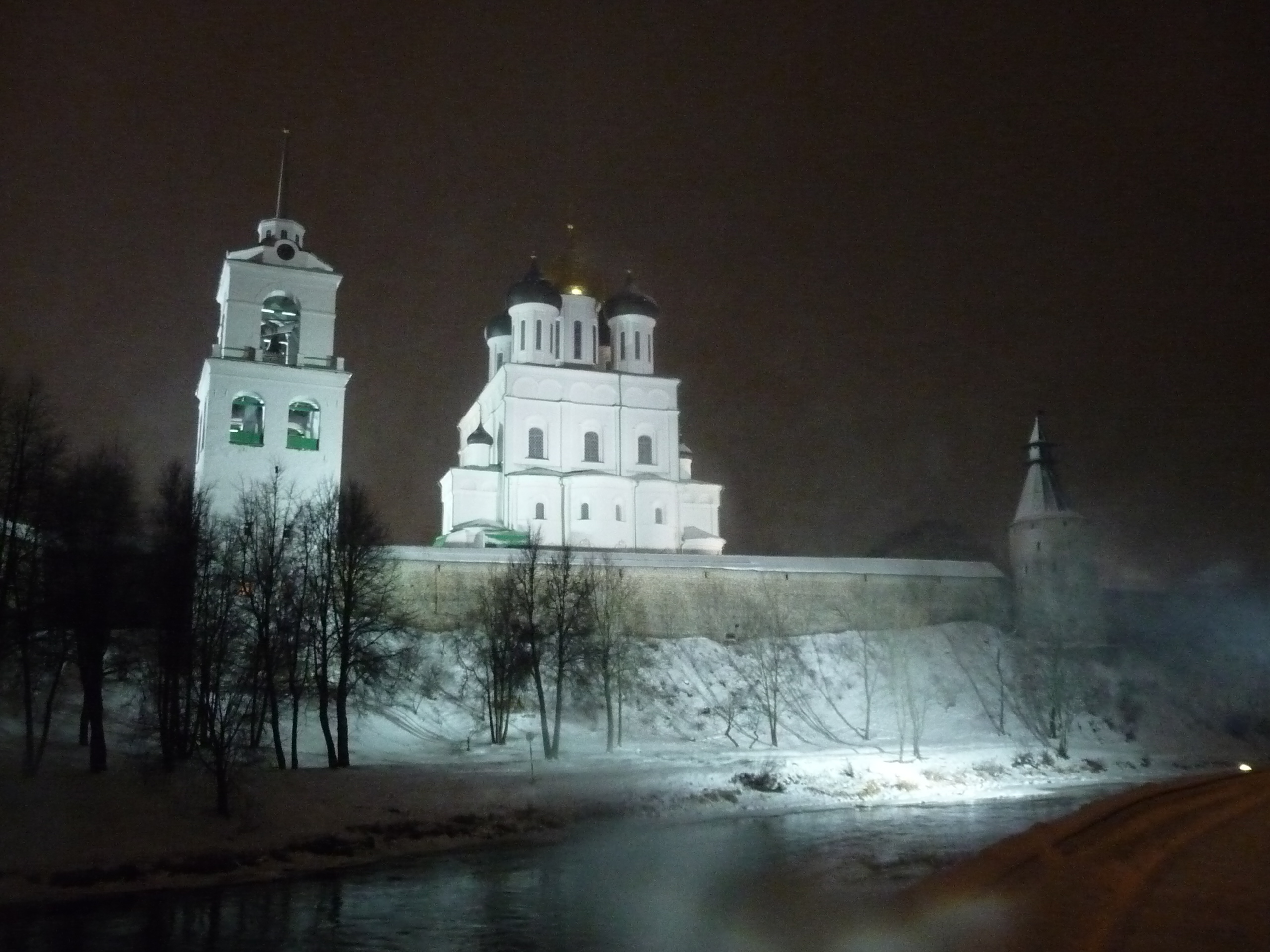
La cathédrale de nuit.